# Луна (програма)
Вижте пояснителната страница за други значения на Луна.
Програмата Луна е поредица от космически апарати изстреляни от СССР с цел изследване на Луната, продължила от 1959 до 1976 г. Общо 15 от мисиите са успешни и поставят началото на изследванията с помощта автоматични космически апарати. Изследвани биват химическия състав, температурата, радиационните условия и гравитацията на Луната.

## Постижения
Вместо планирания сблъсък с Луната, Луна 1 става първият обект с човешки произход на орбита около Слънцето. Луна 2 сблъсквайки се с Луната, става първият обект с човешки произход на повърхността на друго небесно тяло. Луна 3 заснема за пръв път обратната страна на Луната. Луна 9 е първият апарат осъществил меко кацане на повърхността на небесно тяло, а Луна 10 — първият апарат на орбита около друго небесно тяло. Луна 16 става първият автоматичен апарат доставил материал от друго небесно тяло обратно на Земята. Луна 17 и Луна 21 доставят до повърхността на Луната апаратите Луноход 1 и Луноход 2.
Мисията Луна често е подценявана на фона на успехите на Аполо. За сравнение Луна 16, 20 и 24 доставят общо 326 g лунен материал срещу 480 kg ръчно подбран материал доставен от мисиите Аполо. Мисиите обаче се смятат за началото на модерните автоматични космически изследвания, които представляват 100% от съвременните космически изследвания, за сметка на пилотираните мисии.

## Мисии по програмата
| Вид и сериен номер        | Официално име | Неофициално име | Дата на старта    | Задача                                                                   | Бележки |
| ------------------------- | ------------- | --------------- | ----------------- | ------------------------------------------------------------------------ | --- |
| Е-1 № 1                   |               | Луна 1958А      | 23 септември 1958 | Сблъсък с повърхността на Луната.                                        | Авария на ракетата-носител. |
| E-1 № 2                   |               | Луна 1958Б      | 11 октомври 1958  | Сблъсък с повърхността на Луната.                                        | Авария на ракетата-носител. |
| E-1 № 3                   |               | Луна 1958В      | 4 декември 1958   | Сблъсък с повърхността на Луната.                                        | Авария на ракетата-носител. |
| E-1 № 4                   | Луна 1        |                 | 2 януари 1959     | Сблъсък с повърхността на Луната.                                        | Прелитане на 5995 km от повърхността и преминаване в хелиоцентрична орбита. |
| E-1 № 5 (Е-1А № 1)        |               | Луна 1959А      | 18 юни 1959       | Сблъсък с повърхността на Луната.                                        | Авария на ракетата-носител. |
| E-1 № 6 (E-1A № 2)        | Луна 2        |                 | 12 септември 1959 | Сблъсък с повърхността на Луната.                                        | За първи път в историята е извършен полет от Земята до Луната. Сблъсъкът е настъпил на 13 септември 1959 в 21:02:24 UT на място с координати 29,1°N, 0°W – Palus Putredinis.          |
| E-2A № 1                  | Луна 3        |                 | 4 октомври 1959   | Прелитане покрай Луната.                                                 | Прелитане на около 6200 км от повърхността на Луната и снимане за първи път на обратната и страна.                                                                                    |
| E-3 № 1                   |               | Луна 1960А      | 15 април 1960     | Прелитане покрай Луната.                                                 | Авария на ракетата-носител. Сондата не достига орбита. |
| E-3 № 2                   |               | Луна 1960Б      | 16 април 1960     | Прелитане покрай Луната.                                                 | Авария на ракетата-носител. |
| E-6 № 2 (E-6 № 1)         |               | Спутник-25      | 4 януари 1963     | Меко кацане на повърхността на Луната.                                   | Поради авария в ракетата-носител апарата не успява да излезе от орбитата на Земята. Изгаря един ден по-късно в атмосферата на Земята.                                                 |
| E-6 № 3 (E-6 № 2)         |               | Луна 1963Б      | 3 февруари 1963   | Меко кацане на повърхността на Луната.                                   | Авария на ракетата-носител. |
| E-6 № 4 (E-6 № 3)         | Луна 4        |                 | 2 април 1963      | Меко кацане на повърхността на Луната.                                   | Прелитане на 8336 км от повърхността на Луната и излизане на хелиоцентрична орбита.                                                                                                   |
| E-6 № 6 (E-6 № 4)         |               | Луна 1964А      | 21 март 1964      | Меко кацане на повърхността на Луната.                                   | Авария на ракетата-носител. |
| E-6 № 5                   |               | Луна 1964Б      | 20 април 1964     | Меко кацане на повърхността на Луната.                                   | Авария на ракетата-носител. |
| E-6 № 9                   | Космос 60     |                 | 12 март 1965      | Меко кацане на повърхността на Луната.                                   | Поради авария в ракетата-носител апарата не успява да излезе от орбитата на Земята. Изгаря пет дни по-късно в атмосферата на Земята.                                                  |
| E-6 № 8                   |               | Луна 1965А      | 10 април 1965     | Меко кацане на повърхността на Луната.                                   | Авария на ракетата-носител. |
| E-6 № 10                  | Луна 5        |                 | 9 май 1965        | Меко кацане на повърхността на Луната.                                   | Неуспешен опит за меко кацане. Сондата се удря в повърхността на Луната на 12 май 1965 (31°S, 8°W – Mare Nubium).                                                                     |
| E-6 № 7                   | Луна 6        |                 | 8 юни 1965        | Меко кацане на повърхността на Луната.                                   | Отказ на двигателя по време на корекция на орбитата. Сондата преминава на 159613 km от Луната.                                                                                        |
| E-6 № 11                  | Луна 7        |                 | 4 октомври 1965   | Меко кацане на повърхността на Луната.                                   | Неуспешен опит за меко кацане. Сондата се удря в повърхността на Луната на 7 октомври 1965 (9°N, 40°W, според други източници 9°N, 49°W – Oceanus Procellarum).                       |
| E-6 № 12                  | Луна 8        |                 | 3 декември 1965   | Меко кацане на повърхността на Луната.                                   | Неуспешен опит за меко кацане. Сондата се удря в повърхността на Луната на 6 декември 1965 (9,1°N, 63,3°W – Oceanus Procellarum).                                                     |
| E-6M № 202 (E-6M No. 13)  | Луна 9        |                 | 31 януари 1966    | Меко кацане на повърхността на Луната.                                   | Първо успешно меко кацане на повърхността на Луната на 3 февруари 1966 в 18:45:30 UTC (7,13°N, 64,37°W – Oceanus Procellarum).                                                        |
| E-6S № 204                | Космос 111    |                 | 1 март 1966       | Окололунна орбита.                                                       | Поради авария в ракетата-носител апарата не успява да излезе от орбитата на Земята. Изгаря два дни по-късно в атмосферата на Земята.                                                  |
| E-6S № 206                | Луна 10       |                 | 31 март 1966      | Окололунна орбита.                                                       | Първи изкуствен спътник на Луната: 3 април 1966 г. Апаратурата работи до 30 май 1966 г.                                                                                               |
| E-6LS № 101               | Луна 11       |                 | 24 август 1966    | Окололунна орбита.                                                       | Изкуствен спътник на Луната: 27 август 1966 r. Апаратурата функционира до 1 октомври 1966 г.                                                                                          |
| E-6LS № 102               | Луна 12       |                 | 22 октомври 1966  | Окололунна орбита.                                                       | Изкуствен спътник на Луната: 25 октомври 1966 r. Апаратурата функционира до 19 януари 1967 г.                                                                                         |
| E-6M № 205                | Луна 13       |                 | 21 декември 1966  | Меко кацане на повърхността на Луната.                                   | Меко кацане на: 24 декември 1966 в 18:01 UTC (18,87°N, 62,05°W – Oceanus Procellarum).                                                                                                |
| E-6LS № 111               | Космос 159    |                 | 16 май 1967       | Висока околоземна орбита.                                                | Тестване на навигационни и комуникационни системи за лунен пилотиран полет. |
| E-6LS № 112               |               | Луна 1968А      | 7 февруари 1968   | Окололунна орбита.                                                       | Авария на ракетата-носител. |
| E-6LS № 113               | Луна 14       |                 | 7 април 1968      | Окололунна орбита.                                                       | Изкуствен спътник на Луната: 10 април 1968 г. Тестване на навигационни и комуникационни системи за лунен пилотиран полет.                                                             |
| E-8 № 201                 |               | Луна 1969А      | 19 февруари 1969  | Кацане на Луната и доставяне на самоходно превозно средство (Луноход).   | Авария на ракетата-носител. |
| E-8-5 № 402               |               | Луна 1969Б      | 14 юни 1969       | Полет с връщане на лунни образци.                                        | Авария на ракетата-носител. |
| E-8-5 № 401               | Луна 15       |                 | 13 юли 1969       | Полет с връщане на лунни образци.                                        | Сондата се разбива при опит за прилуняване на 21 юли 1969 (17°N, 60°E – Mare Crisium).                                                                                                |
| E-8-5 № 403               | Космос 300    |                 | 23 септември 1969 | Полет с връщане на лунни образци.                                        | Поради авария в ракетата-носител апарата не успява да излезе от орбитата на Земята. Изгаря 4 дни по-късно в атмосферата на Земята.                                                    |
| E-8-5 № 404               | Космос 305    |                 | 22 октомври 1969  | Полет с връщане на лунни образци.                                        | Поради авария в ракетата-носител апарата не успява да излезе от орбитата на Земята. Изгаря по-късно в атмосферата на Земята.                                                          |
| E-8-5 № 405               |               | Луна 1970А      | 6 февруари 1970   | Полет с връщане на лунни образци.                                        | Авария на ракетата-носител. |
| E-8-5 № 406               | Луна 16       |                 | 12 септември 1970 | Полет с връщане на лунни образци.                                        | Кацане на Луната: 20 септември 1970 г. около 05:18 UTC (0,513°S, 56,364°E – Mare Fecunditatis). Автоматично вземане на проба с тегло 101 g. Връщане на Земята на 24 септември 1970 r. |
| E-8 № 203                 | Луна 17       |                 | 10 ноември 1970   | Кацане на Луната и доставяне на самоходно превозно средство (Луноход 1). | Кацане на Луната: 17 ноември 1970 в 03:47 UTC (38,238°N, 34,997°W – Mare Imbrium). Апаратът работи до 14 септември 1971 г.                                                            |
| E-8-5 № 407               | Луна 18       |                 | 2 септември 1971  | Полет с връщане на лунни образци.                                        | Сондата се разбива при опит за кацане на 11 септември 1971 (3,57°N, 56,50°E – Mare Fecunditatis).                                                                                     |
| E-8LS № 202               | Луна 19       |                 | 28 септември 1971 | Окололунна орбита.                                                       | изкуствен спътник на Луната: 2 октомври 1971 r. Апаратурата работи до октомври 1972 г.                                                                                                |
| E-8-5 № 408               | Луна 20       |                 | 14 февруари 1972  | Полет с връщане на лунни образци.                                        | Кацане на Луната: 21 февруари 1972 в 19:19 UTC (3,787°N, 56,625°E – wyżyna Apollonius). Автоматично вземане на проба от около 50 g. Завръщане на Земята на 25 февруари 1972 г.        |
| E-8 № 204                 | Луна 21       |                 | 8 януари 1973     | Кацане на Луната и доставяне на самоходно превозно средство (Луноход 2). | Кацане на Луната: 15 януари 1973 в 22:35 UTC (26,003°N, 30,408°W – кратера Le Monnier). Апаратът работи до 10 май 1973 г.                                                             |
| E-8LS № 220 (E-8LS № 206) | Луна 22       |                 | 29 май 1974       | Окололунна орбита.                                                       | Изкуствен спътник: 2 юни 1974 г. Апаратурата работи до ноември 1975 г. |
| E-8-5M № 410              | Луна 23       |                 | 28 октомври 1974  | Полет с връщане на лунни образци.                                        | Кацане на Луната: 6 ноември 1974 в 05:37 UTC (12,666°N, 62,151°E – Mare Crisium). Поради повреда в апарата, получена по време на кацането не е могло да се вземе проба от почвата.    |
| E-8-5M № 412              |               | Луна 1975А      | 16 октомври 1975  | Полет с връщане на лунни образци.                                        | Авария на ракетата-носител. |
| E-8-5M № 413              | Луна 24       |                 | 9 август 1976     | Полет с връщане на лунни образци.                                        | Кацане на Луната: 18 август 1976 в 06:36 UTC (12,714°N, 62,213°E – Mare Crisium). Автоматично вземане на проба с тегло от около 170 g. Завръщане на Земята на 22 август 1976 г.       |
| E-8 № 205                 | Луна 25       |                 | 1977 – отменен    | Кацане на Луната и доставяне на самоходно превозно средство (Луноход 3). | Стартът е отменен. Самоходният апарат е музеен експонат. |